# Lygropia straminea
Lygropia straminea is een vlinder uit de familie van de grasmotten (Crambidae). De wetenschappelijke naam van deze soort is voor het eerst voorgesteld door George Francis Hampson in een publicatie uit 1912. De spanwijdte van het mannetje bedraagt 26 millimeter.
De soort komt voor in Zuid-Afrika.